# Yacimiento arqueológico de Mesembria-Zona

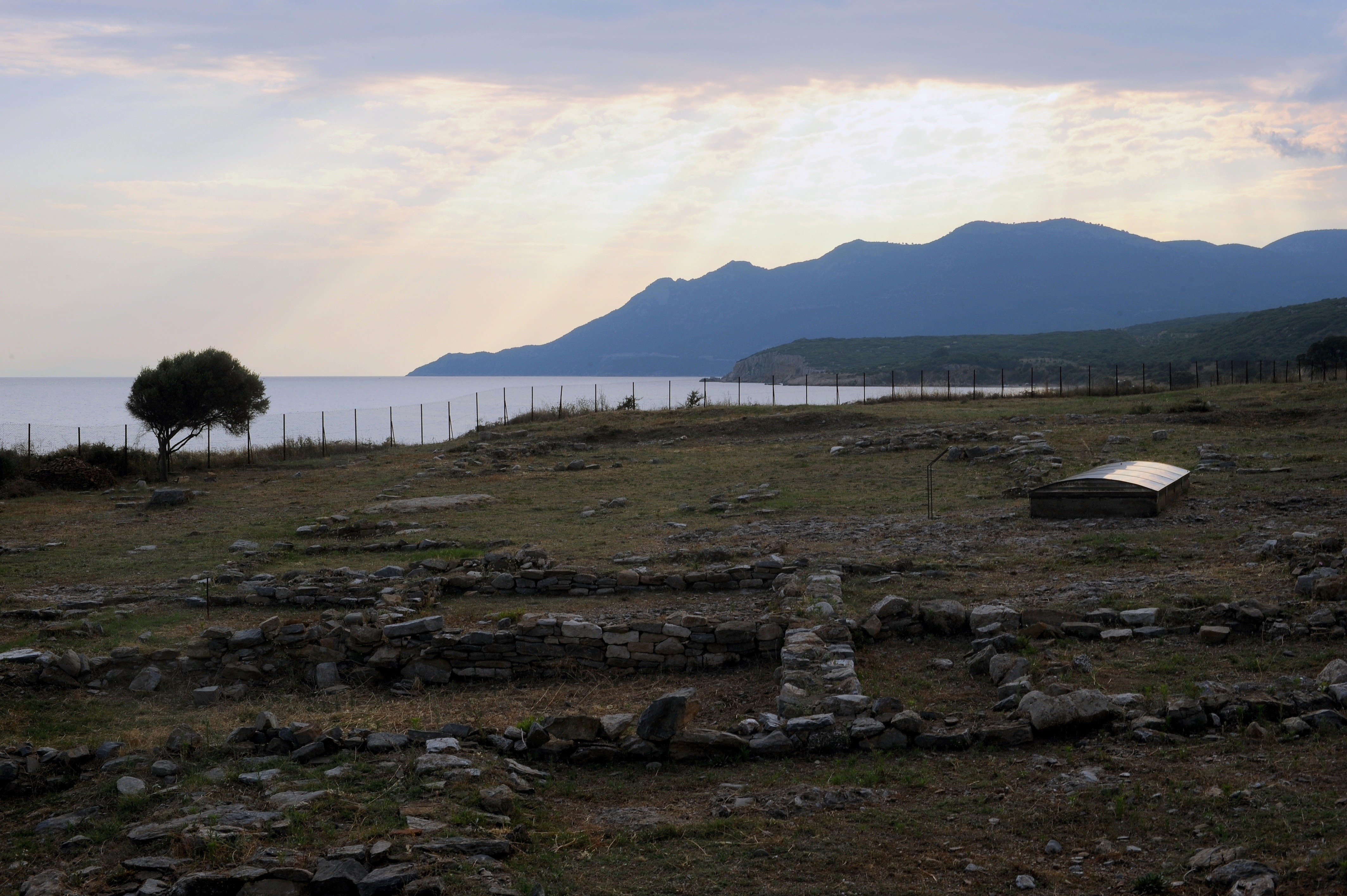
Ruinas del yacimiento arqueológico.

El yacimiento arqueológico de Mesembria-Zona es un área arqueológica de Grecia, situada a 20 kilómetros al oeste de Alejandrópolis y Makri, entre la playa de Petrota y Dikaella.

## Contexto histórico
En el yacimiento se pueden encontrar ruinas de una antigua ciudad de Tracia, en la costa del Mar de Tracia. Heródoto usó la expresión «Baluartes de Samotracia» para referirse a las fortalezas situadas entre el monte Ismaro y el río Evros, que fueron levantadas por colonos griegos de Samotracia al final del siglo VI a .C.
Las ciudades que se desarrollaron, en el territorio que abarca este conjunto arqueológico, durante la antigüedad fueron Mesembria, Dris, Zona y Sale. Durante el período romano se construyeron las ciudades de Tempira y Caracoma. Estas ciudades tuvieron la función de control de los viajeros en la región y también de acceso e intercambio de mercancías entre el litoral y el interior tracio.

## Área arqueológica
Dentro del área arqueológica se pueden encontrar ruinas de:
- La muralla.
- El asentamiento del período heleno rodeado por muros.
- El templo de Apolo
- Las residencias
- El santuario de Dimitra